# Harriet

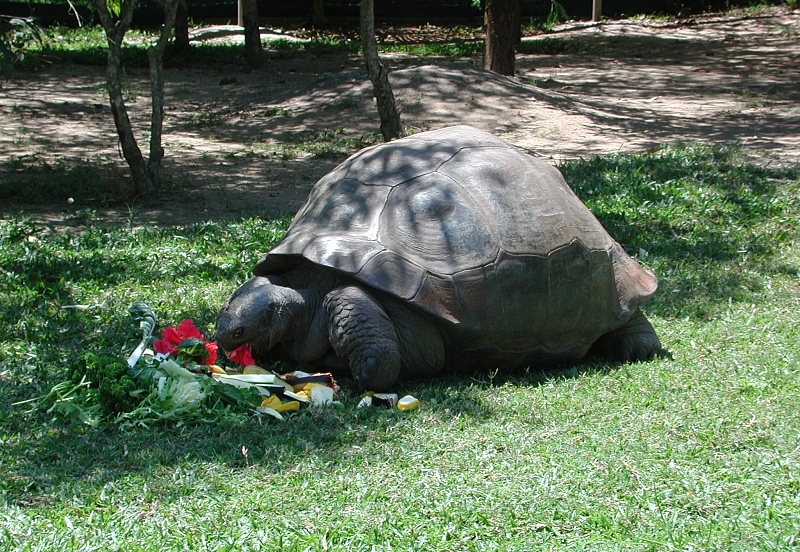
Harriet w australijskim zoo (2002)

Harriet (ur. ok. 1830, zm. 23 czerwca 2006) – żółw słoniowy (Chelonoidis nigra porteri) przywieziony przez Karola Darwina z Wysp Galapagos. 
Harriet mogła być jednym z trzech żywych żółwi, jakie Darwin w czasie swojego rejsu dookoła świata na okręcie HMS "Beagle" pozyskał (raczej nie złapał jej osobiście, gdyż nigdy nie był na wyspie Santa Cruz, na której ten podgatunek żyje) w 1835 na wyspach Galapagos i przywiózł do Londynu. W momencie opuszczenia ojczystej wyspy miała około pięciu lat i skorupę o średnicy 11 cali. W 1841 wszystkie trzy żółwie uzyskane od Darwina przewieziono do Brisbane w Australii. Harriet zamieszkała w miejscowym ogrodzie botanicznym, gdzie przebywała aż do jego likwidacji w 1952. Następnie została umieszczona w miejscowym rezerwacie przyrodniczym, a w latach 60. XX w. znalazła się w zoo. Wtedy też stwierdzono, że jest samicą i otrzymała żeńskie imię (wcześniej żółw nazywany był Harrym). Ostatnie lata życia, od 1988, spędziła w należącym do Steve'a Irwina Australia Zoo w Queensland. Osiągnęła wagę 180 kg i była wielką atrakcją turystyczną całego stanu. 
Część badaczy sądzi, że Harriet z Australii nie jest tożsama z żółwiem przywiezionym do Londynu przez Darwina.